# Kleinhaslau (Gemeinde Sallingberg)
Kleinhaslau ist eine Ortschaft und eine Katastralgemeinde der Gemeinde Sallingberg im Bezirk Zwettl in Niederösterreich. Die Ortschaft hat 54 Einwohner (Stand 1. Jänner 2024).
Das nördlich von Sallingberg zwischen Voitschlag und Kamles liegende Dorf befindet sich am Hießbach, der nördlich von Kamles in den Purzelkamp mündet.

## Geschichte
Der zwischen Voitschlag und Kamles auf 720 Meter liegende Ort trug früher den Namen „Zaglau“, er wurde 1297 als „Zagelaw“ zum ersten Mal schriftlich erwähnt. 1720 wird der Ort auf Ansuchen der Anwohner von Zagelau in „Haselau“ umbenannt (der Begriff Zagel hatte damals eine öbszöne Bedeutung), ab den 1780 wird der Namenszusatz Klein- verwendet, um ihn von anderen Orten gleichen Namens abzugrenzen, ab den 1850er Jahren wird auch der heute gebräuchliche Namen Haslau verwendet. Seit 1851 existiert im Ort die Betkapelle, seit 1947 ist er öffentlich elektrifiziert.

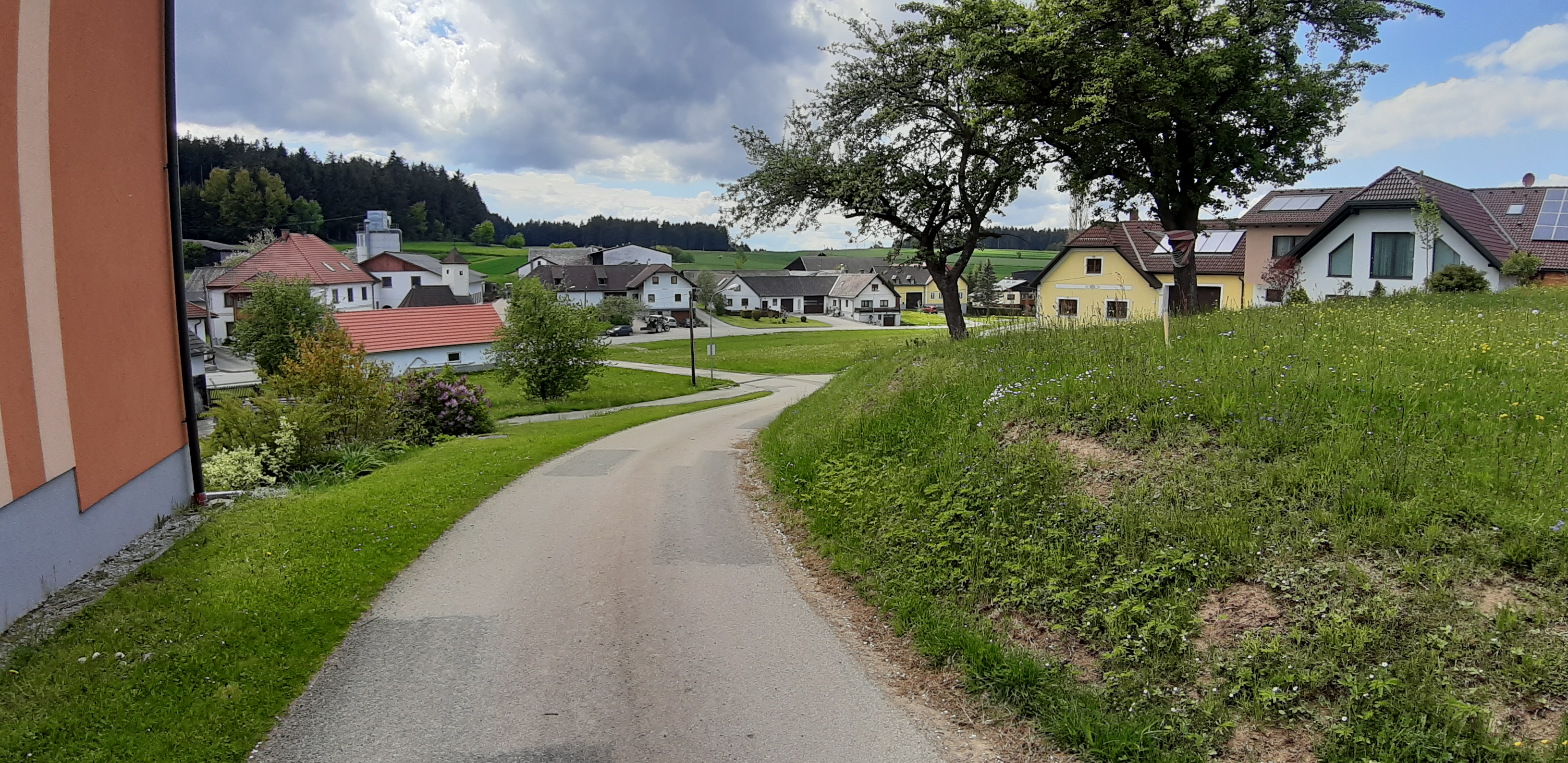
Blick auf den Ortskern

Im Jahr 1822 wurde der Ort als Dorf mit sechzehn Häusern genannt, das nach Sallingberg eingepfarrt war, wohin auch die Kinder eingeschult wurden. Das Stift Zwettl besaß die Ortsobrigkeit, die Herrschaft Gföhl übte die Landgerichtsbarkeit aus, das Stift Zwettl besorgte die Konskription und hatte die Grundherrschaft inne.
Der Ort war verwaltungstechnisch ab 1849 ein Teil der Gemeinde Voitschlag, mit dieser wurde er dann am 1. Jänner 1967 nach Sallingberg eingemeindet.
Laut Adressbuch von Österreich waren im Jahr 1938 in Kleinhaslau ein Gastwirt, ein Holzhändler, ein Tischler, ein Viehhändler, ein Wagner und zahlreiche Landwirte ansässig.

## Siedlungsentwicklung
Zum Jahreswechsel 1979/1980 befanden sich in der Katastralgemeinde Kleinhaslau insgesamt 21 Bauflächen mit 11.767 m² und 11 Gärten auf 2.028 m², 1989/1990 gab es 20 Bauflächen. 1999/2000 war die Zahl der Bauflächen auf 61 angewachsen und 2009/2010 bestanden 28 Gebäude auf 60 Bauflächen.

## Bodennutzung
Die Katastralgemeinde ist landwirtschaftlich geprägt. 131 Hektar wurden zum Jahreswechsel 1979/1980 landwirtschaftlich genutzt und 90 Hektar waren forstwirtschaftlich geführte Waldflächen. 1999/2000 wurde auf 118 Hektar Landwirtschaft betrieben und 102 Hektar waren als forstwirtschaftlich genutzte Flächen ausgewiesen. Ende 2018 waren 116 Hektar als landwirtschaftliche Flächen genutzt und Forstwirtschaft wurde auf 103 Hektar betrieben. Die durchschnittliche Bodenklimazahl von Kleinhaslau beträgt 29,4 (Stand 2010).

## Sehenswürdigkeiten

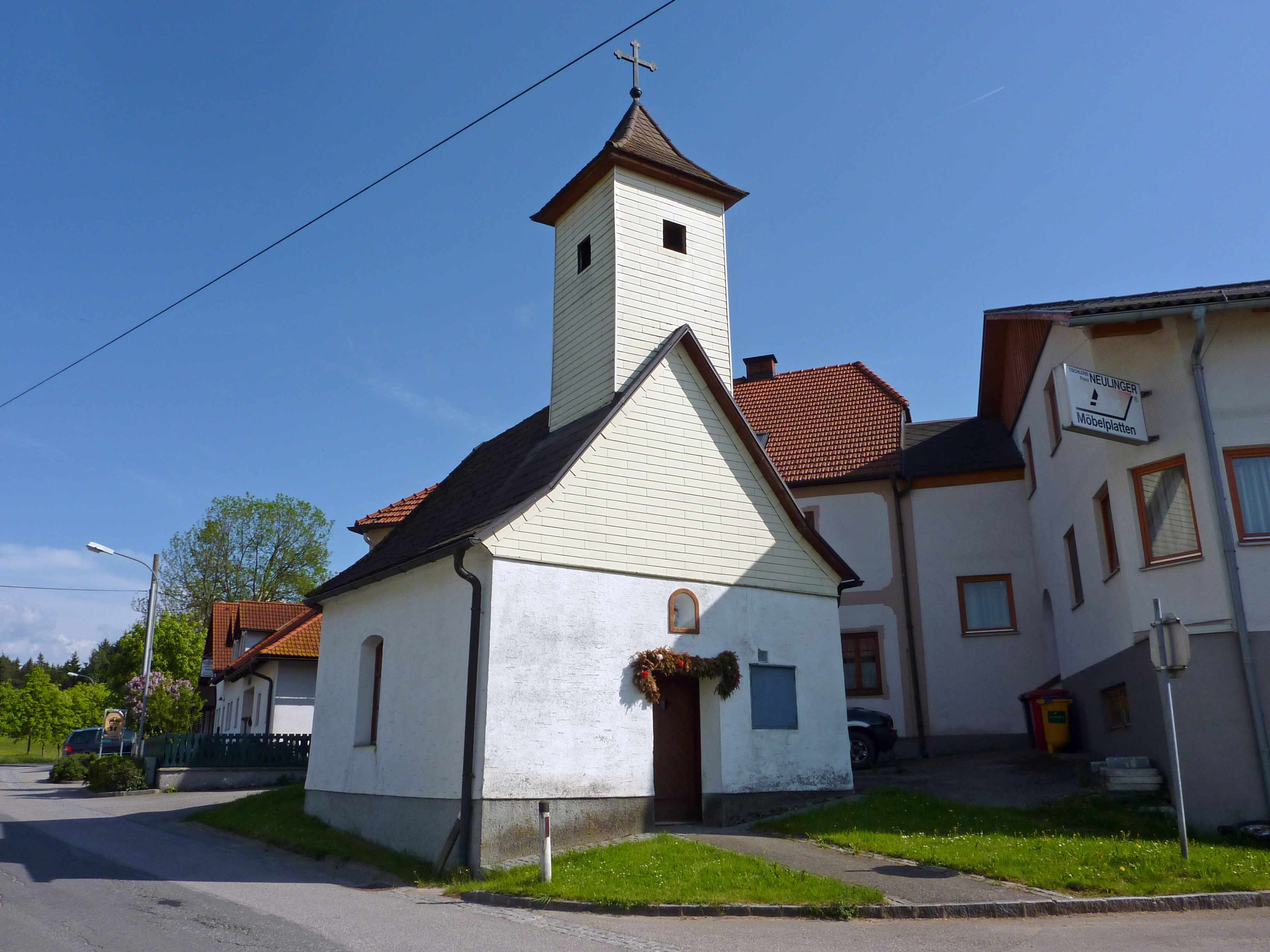
Ortskapelle Kleinhaslau

- denkmalgeschützte Ortskapelle von 1851 (Listeneintrag)